# Gene Moore
Eugene Wilbert "Gene" Moore (San Luis, Misuri, 29 de julio de 1945) es un exjugador de baloncesto estadounidense que jugó durante siete temporadas en la ABA. Con 2,05 metros de estatura, lo hacía en la posición de alero.

## Trayectoria deportiva

### Universidad
Jugó durante tres temporadas con los Billikens de la Universidad de San Luis, en las que promedió 11,2 puntos y 10,3 rebotes por partido. Es el quinto máximo reboteador de la historia de los Billikens, con 804 capturas.

### Profesional
Fue elegido en la vigésimo segunda posición del Draft de la NBA de 1968 por Milwaukee Bucks, y también por los Kentucky Colonels en el draft de la ABA, fichando por estos últimos. En su primera temporada como profesional destacó unmo un excelente reboteador, acabando la temporada con 13,7 puntos y 10,8 rebotes por partido, que le colocaron como el séptimo mejor reboteador de la liga, y que le sirvieron para ser incluido en el Mejor quinteto de rookies de la ABA.
Al año siguiente disputaría la mejor temporada de su carrera, promediando 17,7 puntos y 12,1 rebotes por partido, que le sirvieron para disputar su único All-Star Game, en el que disputó 12 minutos, consiguiendo 4 puntos y 4 rebotes. En 1970 fue traspasado, junto a una futura segunda ronda del draft, a los Texas Chaparrals, a cambio de Jim Ligon, Cincy Powell y Bud Olsen. en su primera temporada en el equipo tejano mantuvo unos buenos números, promediando 13,4 puntos y 10,1 rebotes por partido, Pero bajó su rendimiento al año siguiente, siendo traspasado a New York Nets a cambio de Manny Leaks. Tras finalizar la temporada en el equipo neoyorquino disputando muchos menos minutos de lo que en él era habitual, al año siguiente no fue protegido en el draft de expansión, siendo elegido por el nuevo equipo de los San Diego Conquistadors. Allí disputó dos temporadas hasta que se convirtió en agente libre, fichando por los Spirits of St. Louis, donde sólo jugaría 13 partidos antes de ser despedido.
Moore conserva los récords de la ABA de más faltas personales en una temporada (382 en 1969-70), más faltas personales en toda una carrera (1.348), y más descalificaciones por faltas en una carrera (43).

## Estadísticas de su carrera en la ABA

### Temporada regular
| Temporada | Edad | Equipo                  | Liga | P   | TIT | MIN  | TC  | TCA  | %TC  | 3P  | 3PA | %3P  | TL  | TLA | %TL   | R.OF. | R.DEF. | REB  | ASIS | ROB | TAP | PER | FP  | PTS  |
| 1968-69   | 23   | Kentucky Colonels       | ABA  | 76  |     | 26.7 | 5.5 | 12.1 | .453 | 0.0 | 0.0 | .000 | 2.7 | 3.8 | .703  | 4.2   | 6.6    | 10.8 | 1.2  |     |     | 2.1 | 4.1 | 13.7 |
| 1969-70   | 24   | Kentucky Colonels       | ABA  | 83  |     | 31.5 | 7.6 | 16.7 | .453 | 0.0 | 0.0 | .500 | 2.5 | 3.7 | .672  | 4.2   | 7.9    | 12.1 | 2.3  |     |     | 3.7 | 4.6 | 17.7 |
| 1970-71   | 25   | Texas Chaparrals        | ABA  | 84  |     | 26.7 | 5.6 | 11.6 | .480 | 0.0 | 0.1 | .333 | 2.3 | 3.3 | .675  | 3.4   | 6.7    | 10.1 | 1.2  |     |     | 2.8 | 3.6 | 13.4 |
| 1971-72   | 26   | TOTAL                   | ABA  | 77  |     | 18.3 | 3.3 | 7.1  | .464 | 0.0 | 0.0 | .333 | 1.2 | 1.6 | .742  | 2.3   | 3.9    | 6.3  | 0.7  |     |     | 1.9 | 2.9 | 7.7  |
| 1971-72   | 26   | Dallas Chaparrals       | ABA  | 9   |     | 29.2 | 4.6 | 11.1 | .410 | 0.0 | 0.0 |      | 1.3 | 1.6 | .857  | 3.3   | 4.9    | 8.2  | 1.4  |     |     | 2.7 | 4.8 | 10.4 |
| 1971-72   | 26   | New York Nets           | ABA  | 68  |     | 16.9 | 3.1 | 6.5  | .476 | 0.0 | 0.0 | .333 | 1.1 | 1.6 | .726  | 2.2   | 3.8    | 6.0  | 0.6  |     |     | 1.9 | 2.6 | 7.4  |
| 1972-73   | 27   | San Diego Conquistadors | ABA  | 83  |     | 29.9 | 4.8 | 9.7  | .498 | 0.0 | 0.1 | .364 | 2.2 | 3.1 | .692  | 3.9   | 6.6    | 10.5 | 1.8  |     | 1.8 | 2.7 | 4.4 | 11.9 |
| 1973-74   | 28   | San Diego Conquistadors | ABA  | 49  |     | 18.3 | 3.1 | 6.9  | .453 | 0.0 | 0.1 | .143 | 0.8 | 1.7 | .482  | 2.0   | 4.0    | 6.0  | 1.2  | 0.5 | 1.0 | 1.5 | 2.7 | 7.1  |
| 1974-75   | 29   | Spirits of St. Louis    | ABA  | 13  |     | 8.3  | 1.0 | 2.5  | .406 | 0.0 | 0.0 |      | 0.3 | 0.3 | 1.000 | 1.2   | 2.1    | 3.2  | 0.4  | 0.3 | 0.5 | 0.9 | 0.8 | 2.3  |
| Total     |      |                         | ABA  | 465 |     | 25.3 | 5.0 | 10.8 | .467 | 0.0 | 0.1 | .303 | 2.0 | 2.9 | .679  | 3.4   | 6.0    | 9.4  | 1.4  | 0.5 | 1.4 | 2.5 | 3.7 | 12.0 |

### Playoffs
| Temporada | Edad | Equipo                  | Liga | P  | MIN | TCA | TC  | 3PA | 3P | TLA | TL  | R.OF. | REB | ASIS | ROB | TAP | PER | FP  | PTS | %TC  | %3P  | %FT  | MIN  | PTS  | REB  | AST |
| 1968-69   | 23   | Kentucky Colonels       | ABA  | 7  | 204 | 44  | 100 | 0   | 0  | 26  | 34  |       | 101 | 15   |     |     | 21  | 37  | 114 | .440 |      | .765 | 29.1 | 16.3 | 14.4 | 2.1 |
| 1969-70   | 24   | Kentucky Colonels       | ABA  | 12 | 369 | 97  | 202 | 0   | 1  | 35  | 49  |       | 150 | 26   |     |     | 45  | 61  | 229 | .480 | .000 | .714 | 30.8 | 19.1 | 12.5 | 2.2 |
| 1970-71   | 25   | Texas Chaparrals        | ABA  | 4  | 137 | 26  | 55  | 0   | 0  | 10  | 13  | 17    | 47  | 5    |     |     | 8   | 14  | 62  | .473 |      | .769 | 34.3 | 15.5 | 11.8 | 1.3 |
| 1971-72   | 26   | New York Nets           | ABA  | 18 | 111 | 16  | 36  | 0   | 0  | 7   | 8   |       | 29  | 2    |     |     | 10  | 21  | 39  | .444 |      | .875 | 6.2  | 2.2  | 1.6  | 0.1 |
| 1972-73   | 27   | San Diego Conquistadors | ABA  | 4  | 107 | 12  | 44  | 0   | 0  | 9   | 16  | 21    | 38  | 4    |     |     | 8   | 18  | 33  | .273 |      | .563 | 26.8 | 8.3  | 9.5  | 1.0 |
| 1974-75   | 29   | Spirits of St. Louis    | ABA  | 2  | 5   | 1   | 3   | 0   | 0  | 0   | 0   | 0     | 1   | 0    | 0   | 0   | 0   | 2   | 2   | .333 |      |      | 2.5  | 1.0  | 0.5  | 0.0 |
| Total     |      |                         | ABA  | 47 | 933 | 196 | 440 | 0   | 1  | 87  | 120 | 38    | 366 | 52   | 0   | 0   | 92  | 153 | 479 | .445 | .000 | .725 | 19.9 | 10.2 | 7.8  | 1.1 |